# 2002 en musique classique
| \| • Retour à la chronologie générale de la musique classique • \| |
| Grèce • Rome • Haut Moyen Âge • VIIIe siècle • IXe siècle • Xe siècle • XIe siècle XIIe siècle • XIIIe siècle • XIVe siècle • XVe siècle • XVIe siècle • XVIIe siècle XVIIIe siècle • XIXe siècle • XXe siècle • XXIe siècle |
| • Retour à la chronologie générale de la musique classique • |

| Années en musique classique : 1999 - 2000 - 2001 - 2002 - 2003 - 2004 - 2005    |
| Décennies en musique classique : 1970 - 1980 - 1990 - 2000 - 2010 - 2020 - 2030 |

## Événements
- 1er janvier : concert du nouvel an de l'orchestre philharmonique de Vienne au Musikverein, dirigé par Seiji Ozawa.

### Créations
- 2 février : la Symphonie no 6 de Philip Glass, créée au Carnegie Hall par l'American Composers Orchestra sous la direction de Dennis Russell Davies.
- 3 mai : Palimpseste de Marc-André Dalbavie, par le Birmingham Contemporary Music Group sous la direction de Suzanna Mallki.
- 12 mai : Three Tales, œuvre musicale et multimédia de Steve Reich et Beryl Korot, créée au festival de Vienne.
- 5 juillet : Le Balcon, opéra de Péter Eötvös, créé à Aix-en-Provence.
- 15 septembre : Douce et Barbe Bleue, opéra d'Isabelle Aboulker, créée à Paris.
- 19 septembre : On the Transmigration of Souls de John Adams, créé au Avery Fisher Hall du Lincoln Center par le New York Philharmonic dirigé par Lorin Maazel.
- 7 décembre : Sophie's Choice, opéra de Nicholas Maw, créé au Royal Opera House.

#### Date indéterminée
- Der Riese vom Steinfeld, opéra de Friedrich Cerha, créé à Vienne.

### Fondations
- Septembre : Fondation du Brussels Philharmonic Orchestra.

## Prix
- Ayako Uehara obtient le 1er prix de piano du Concours international Tchaïkovski.
- Vassili Petrenko (Russie) remporte le 1er prix de direction d'orchestre du Concours international de direction de Cadaqués.
- Nikolaus Harnoncourt reçoit le Prix Ernst-von-Siemens.
- Sofia Goubaïdoulina reçoit le Prix Polar Music.
- Le Chœur de l'église Saint-Thomas de Leipzig reçoit le Prix Brahms.
- Dietrich Fischer-Dieskau reçoit le Praemium Imperiale.
- Alfred Brendel reçoit le Prix musical Léonie-Sonning.
- Georg Friedrich Haas reçoit le Prix de la ville de Vienne de musique.
- Aaron Jay Kernis reçoit le Grawemeyer Award pour Colored Field.
- Thierry Escaich est lauréat du grand prix lycéen des compositeurs
- Tomás Marco reçoit le Prix national de musique pour la seconde fois.
- Joan Albert Amargós reçoit le Prix national de musique de Catalogne.

## Naissances
- 4 décembre : María Dueñas, violoniste espagnole.

### Date indéterminée
- Nikola Meeuwsen : pianiste néerlandais.

## Décès
- 27 janvier : Alain Vanzo, ténor français (° 2 avril 1928).
- 14 février : Günter Wand, chef d'orchestre et compositeur allemand (° 7 janvier 1912).
- 28 février : Helmut Zacharias, violoniste et compositeur allemand (° 27 janvier 1920).
- 2 mars : Igo Hofstetter, compositeur autrichien (° 1er juin 1926).
- 8 mars : Jo Moutet, compositeur, chef d'orchestre et arrangeur français (° 1926).
- 13 mars : Jacques Jansen, baryton martin français (° 22 novembre 1913).
- 19 mars : Erkki Salmenhaara, compositeur, critique, professeur et musicologue finlandais (° 12 mars 1941).
- 22 mars : Rudolf Baumgartner, chef d'orchestre et violoniste suisse (° 14 septembre 1917).
- 23 mars : Eileen Farrell, cantatrice américaine (° 13 février 1920).
- 24 mars : Dorothy DeLay, violoniste et pédagogue américaine (° 31 mars 1917).
- 14 avril : Mark Ermler, chef d'orchestre russe (° 5 mai 1932).
- 27 avril : Guila Bustabo, violoniste américaine (° 25 février 1916).
- 2 mai : Rosa García Ascot, compositrice et pianiste espagnole (° 8 avril 1902).
- 3 mai : Ievgueni Svetlanov, pianiste et chef d'orchestre russe (° 6 septembre 1928).
- 6 mai : Murray Adaskin, violoniste, compositeur, chef d'orchestre et pédagogue canadien (° 28 mars 1906).
- 7 mai : Xavier Montsalvatge, compositeur et critique musical espagnol (° 11 mars 1912).
- 9 mai : Leon Stein, compositeur, professeur de musique et musicologue américain (° 18 septembre 1910).
- 17 mai : John de Lancie, hautboïste américain (° 26 juillet 1921).
- 18 mai : Wolfgang Schneiderhan, violoniste autrichien (° 28 mai 1915).
- 19 mai : Hans Posegga, compositeur, pianiste et chef d'orchestre allemand (° 31 janvier 1917).
- 20 mai : Sándor Kónya, ténor hongrois (° 23 septembre 1923).
- 7 juin : Francisco Escudero, compositeur basque espagnol (° 13 août 1912).
- 13 juin : Ralph Shapey, compositeur et chef d'orchestre américain (° 12 mars 1921).
- 18 juin : Naozumi Yamamoto, compositeur et chef d'orchestre japonais (° 16 décembre 1932).
- 2 juillet : Jean-Yves Daniel-Lesur, compositeur français (° 19 novembre 1908).
- 3 juillet : Earle Brown, compositeur américain de musique contemporaine, improvisée et avant-gardiste (° 26 décembre 1926).
- 11 juillet : Antoine Reboulot, organiste, pianiste, improvisateur, conférencier, professeur et compositeur d'origine française, naturalisé canadien (° 17 décembre 1914).
- 19 juillet : Anton Ginsburg, pianiste russe (° 18 septembre 1930).
- 2 août : Magda László, soprano hongroise (° 14 juillet 1919).
- 9 août : Bertold Hummel, compositeur allemand (° 27 novembre 1925).
- 16 août : Anton Guadagno, chef d'orchestre italien naturalisé américain (° 2 mai 1925).
- 27 août : Ginette Doyen, pianiste et professeure de musique française (° 10 juillet 1921).
- 30 août : Josée Vigneron-Ramackers, compositrice, professeur de musique et chef d'orchestre belge. (° 25 janvier 1914).
- 4 septembre : Vlado Perlemuter, pianiste franco-polonais (° 26 mai 1904).
- 5 octobre : Brigitte Massin, musicologue et journaliste française (° 21 juillet 1927).
- 9 octobre : Joan Mary Last, professeur de musique, autrice et compositrice anglaise (° 2 janvier 1908).
- 10 octobre : Angeles Gulin, cantatrice espagnole (° 18 février 1939).
- 31 octobre : Iouri Aronovitch, chef d'orchestre israélien d'origine russe (° 13 mai 1932).
- 2 novembre : Fernand Lelong, tubiste français (° 1939).
- 9 novembre : Adrian Aeschbacher, pianiste et claveciniste suisse (° 10 mai 1912).
- 20 novembre : George Guest, organiste, chef d'orchestre et chef de chœur gallois (° 9 février 1924).
- 30 novembre : Kōzaburō Hirai, compositeur japonais (° 10 septembre 1910).
- 24 décembre : Luciano Chailly, compositeur italien (° 19 janvier 1920).
- 27 décembre : Rémi Ménard, saxophoniste canadien (° 25 septembre 1944).

### Date indéterminée
- Daniel Deffayet, professeur de saxophone français (° 23 mai 1922).
- Annette Haas, pianiste française (° 1912).
- Francisco Llácer Pla, compositeur espagnol (° 1918).
- Gérard Pichaureau, tromboniste et compositeur français (° 14 septembre 1916).